# Maladia Tay Sachs
Maladia Tay Sachs a fost descrisă prima dată în anul 1896 de către oftalmologul J. Tay și de neourologul B. Sach.
Constă în nedegradarea sfingolipidozelor și depozitarea lipidelor și a glicolipidelor în creier, ficat și splină.

## Efecte
Oamenii care suferă de această sfingolipidoză (maladie metabolică ereditară) mănâncă puțin, prezintă o stare de letargie, surzenie, deficiențe de văz dar mai ales retard mintal.